# Clemente Lantaño
Clemente de Lantaño Pino (Chillán Viejo, Chile, 31 de julio de 1774 - 10 de mayo de 1846) fue un agricultor y militar chileno. Fue parte del Ejército Real de Chile, combatiendo en diversas batallas en la actual Región de Ñuble, durante la Guerra de la Independencia de Chile.

## Biografía
Nació en el actual Chillán Viejo, el año 1774, hijo de Fernando de Lantaño y Landa, noble vasco oriundo de Alava, Vizcaya, y de Ana del Pino y Sepúlveda, criolla descendiente de conquistadores españoles.
Hasta el inicio de la guerra de la Independencia de Chile, Lantaño era un acaudalado y bien contactado terrateniente de Ñuble, quien tenía por propiedades, los fundos El Roble, El Ciprés, Las Lajuelas y Las Nieves, además de un molino y una curtiembre. Sirvió junto con O´Higgins y después destacó como Comandante realista, siendo pieza clave de ésta causa, posteriormente en febrero de 1821 regresaría a bando Patriota. En 1814, el brigadier español Gabino Gaínza lo puso al mando de una de sus principales columnas guerrilleras realistas, con el título de Teniente Coronel.
Lantaño junto con otros prestigiosos militares como Manuel Bulnes Quevedo, Manuel Barañao y  Manuel Vega, fueron criollos patriotas, pero enemigos acérrimos del general Carrera, quien representaba en la patria vieja el predominio santiaguino sobre la Aristocracia del Sur; ante las arbitrariedades de la dictadura de José Miguel Carrera, una gran parte de la provincia prefirió continuar con el régimen anterior a someterse al de Santiago. Por esta razón prefirieron unirse a la causa realista y así poder combatir el régimen de Carrera. En efecto, los acontecimientos arrastrarían a Lantaño a tomar una actitud determinante; las violencias y depredaciones iniciadas por las autoridades y las fuerzas patriotas inclinan a los pobladores del partido de Chillán y de toda la provincia en masa a unirse a lado del Rey, para defender sus familias, sus casas y sus campos.
Gracias a lo anterior Lantaño creó un célebre ejército propio de 400 soldados llamados “Los Lanudos de Lantaño”, que eran principalmente campesinos de su Hacienda “El Roble”. Ésta guerrilla contaba incluso con su uniforme propio y se destacó por su bravura, lealtad y extraordinaria movilidad, además, actuaba de manera independiente o en conjunto con el ejército realista.
Participó en la batalla de El Roble, que se desarrolló precisamente en la Hacienda "El Roble", de su propiedad, participó del combate de Membrillar y la batalla de Rancagua, entre muchas otras acciones militares. Pero la captura de los hermanos Carrera, en 1814, fue lo que le significó un importante prestigio y fama dentro del ejército. En la batalla de Rancagua Lantaño junto a su ejército estaba en una de las 4 avenidas de la plaza de Armas, O´Higgins por otro lado estaba acorralado, consecuencia de esto su muerte o en el mejor de los casos detención eran inminentes, pero Lantaño que había sido amigo de O´Higgins tomó la decisión de salvarlo y envió a un grupo de “Lanudos” a rescatarlo y ayudarle a escapar. 
Tras la batalla de Maipú, en 1818, siguió luchando con los realistas en la ribera sur del río Bío-Bío contra la ofensiva patriota en la Segunda campaña al sur de Chile, hasta que acompañó al coronel Juan Francisco Sánchez en la fatigosa retirada a Valdivia de 1819. Desde esa plaza se trasladó por mar al Perú para seguir sirviendo a la causa del rey. 
En el Perú fue bien acogido por el virrey, quien, ante del desembarco de José de San Martín le encomendó, en 1821, preparar la defensa del Departamento de Ancash. Contra las fuerzas que organizaba en Huaraz, se despacharon tropas patriotas desde Supe, bajo el mando del coronel Enrique Campino. La columna atacante cayó sorpresivamente sobre el pueblo, por lo que Lantaño fue hecho prisionero, siendo enviado de vuelta a Chile. 
En febrero de 1821 le manifiesta al general José de San Martín  sus deseos de reintegrarse a las filas de la Patria, renegando al ejército realista y a la cruz de la Orden de Isabel la Católica, distinción que el Rey de España le otorgaría por sus notables servicios al Reino. San Martín aceptó gustoso el ofrecimiento. Según el historiador Torrente, y textual del libro de Fernando Campos Harriet “Los Defensores del Rey”: “había querido el Jefe del Ejército Libertador hacerle al Director Supremo de Chile, O´Higgins, el mejor obsequio, por las ventajas que se esperaban de los acontecimientos, e influjo en el citado reino de tan esforzado jefe, como era Lantaño.” 
Textual del libro “Los Defensores del Rey”: “efectivamente, en febrero de 1821, se presentó don Clemente Lantaño a O´Higgins, en el Palacio Directorial, en Santiago. Lantaño se había portado noblemente con O´Higgins en Rancagua. Habían sido amigos, en las primeras jornadas de sus vidas de militares, en la vieja Chillán. Lantaño reconocía el triunfo de las armas de la patria. Ofreció a O´Higgins su espada. El Director Supremo, que sabía sus relaciones, sus influencias de familia, su prestigio de hombre activo, sagaz y acaudalado de Chillán, acepto su ofrecimiento y le reconoció como Coronel en el ejército de la República.” Bernardo O'Higgins lo designa primer comandante del Regimiento de Chillán.
Se le comisionó aquel mismo año mediar ante el gobernador de Chiloé, Antonio de Quintanilla, aprovechando la cercanía existente entre ambos. Lantaño le propuso a nombre del gobierno de Santiago la incorporación del archipiélago a la recién creada república chilena, tratando de convencer a Quintanilla de la ruina definitiva de las armas reales en Chile. La misión fue infructuosa, pues Quintanilla no creyó el cuadro que le pintaba Lantaño.
De vuelta al territorio patriota, combatió en la Guerra a muerte junto al entonces capitán Manuel Bulnes. En 1821 negoció y logró la rendición del campamento realista de Quilapalo. En 1823 dirigió una expedición punitiva en contra de las montoneras de los Hermanos Pincheira, en la zona montañosa de Ñuble.
Tras su fallecimiento, los restos de Clemente Lantaño son enterrados en la antigua capilla de San Francisco, derrumbada en 1903. Tras la reconstrucción de la Iglesia de San Francisco, es trasladado unos pocos metros, al Convento y Museo San Francisco, junto a los de su hermano Ramón Lantaño.